# Drnovice (ort i Tjeckien, Södra Mähren, lat 49,47, long 16,54)
Drnovice är en ort i Tjeckien.   Den ligger i regionen Södra Mähren, i den östra delen av landet, 170 km öster om huvudstaden Prag. Drnovice ligger 352 meter över havet och antalet invånare är 1 129.
Terrängen runt Drnovice är platt åt sydost, men åt nordväst är den kuperad. Drnovice ligger nere i en dal.Runt Drnovice är det ganska tätbefolkat, med 116 invånare per kvadratkilometer. Närmaste större samhälle är Boskovice, 8,7 km öster om Drnovice. I omgivningarna runt Drnovice växer i huvudsak blandskog.